# One More Light (песня)
«One More Light» — поп-баллада американской рок-группы Linkin Park. Третий сингл с одноимённого студийного альбома группы. 3 октября 2017 года трек был запущен в ротацию радиостанций формата Contemporary hit radio.
Музыкальное видео на трек получило номинацию на лучшее рок-видео на церемонии MTV Video Music Awards 2018.

## О песне
В конце 2016 года Майк Шинода сообщил, что работает над песней с британским продюсером Эгом Уайтом. В интервью, предшествовавшем выпуску первого сингла Heavy, Майк рассказал, что Уайт работал с ним над песней «One More Light». На вопрос Эга, о чём он хотел написать, Майк сказал, что единственное, о чём думал, это ушедшая подруга, далее он сказал, что, несмотря на неизбежность потери, песня о том, чтобы дать понять людям, что вы заботитесь о них.
Позже Майк сказал, что подруга — Эми Зарет, она работала в Warner Records на протяжении 25 лет и занимала должность вице-президента по продажам, пока не умерла от рака в октябре 2015 года.
Эта песня удивила некоторых работников Warner, они отреагировали на неё очень эмоционально, некоторые плакали, обнимались и рассказывали истории про Эми. Группа исполнила песню на американском ток-шоу «Джимми Киммел в прямом эфире», посвятив её своему другу Крису Корнеллу, который покончил с собой 18 мая 2017 года.
После самоубийства солиста Linkin Park Честера Беннингтона 20 июля 2017 года группа выбрала «One More Light» в качестве своего ведущего сингла.

Про самоубийство и песню Майк сказал: 
«One More Light» была написана с намерением послать любовь тем, кто кого-то потерял. Теперь мы оказываемся на их стороне. В мемориальных мероприятиях, произведениях искусства, видео и изображениях поклонники во всем мире тяготеют к этой песне как признанию в любви и поддержке группы, в память о нашем дорогом друге Честере. Мы очень благодарны и хотим поскорее снова увидеться с вами.
 25 октября 2017 года американский диджей Стив Аоки выпустил ремикс на песню.

## Музыкальное видео
Официальное видео было загружено на канал Linkin Park на YouTube 18 сентября 2017 года, его сняли диджей группы Linkin Park Джо Хан и Марк Фиоре. В нём представлены кадры выступлений Честера из Live in Texas и Road to Revolution: Live at Milton Keynes и прошлых музыкальных клипов на ранее вышедшие песни: «Burn It Down», «Waiting for the End» и «Powerless», а также выступлений самой группы на протяжении многих лет.

Про создание клипа Хан сказал: 
Было невероятно эмоционально работать над клипом, особенно наблюдать за ним. Я чувствую, что, сделав это, мы не только столкнулись с некоторыми из наших самых больших страхов, но и позволили себе использовать свой талант, чтобы нести немного света людям, которые в нём нуждаются. По мере того, как мы приближаемся к концерту в Hollywood Bowl и других, я думаю о людях, которые связаны с группой, вне и внутри нашего круга. Это видео — жест доброй воли для людей, которые хотят этой связи.

## Участники записи

### Группа
- Честер Беннингтон — ведущий вокал
- Майк Шинода — бэк вокал, клавишные музыкальные инструменты, музыкальный продюсер
- Брэд Делсон — гитара, производство
- Дэвид Фаррелл — бас-гитара
- Джо Хан — музыкальное программирование

### Дополнительные музыканты
- Эг Уайт — гитара, фортепиано

## Чарты

### Еженедельный чарт
| Чарты (2017—2018)                             | Высшая позиция | Источник |
| US Bubbling Under Hot 100 Singles (Billboard) | 4              | [ 9 ]    |
| US Adult Top 40 (Billboard)                   | 35             | [ 10 ]   |
| US Hot Rock & Alternative Songs (Billboard)   | 6              | [ 11 ]   |
| US Rock Airplay (Billboard)                   | 37             | [ 12 ]   |

### Ежегодный чарт
| Чарты (2017)                  | Высшая Позиция |
| ----------------------------- | -------------- |
| US Hot Rock Songs (Billboard) | 26             |
| Чарты (2018)                  | Высшая Позиция |
| US Hot Rock Songs (Billboard) | 89             |

## Сертификация
| Страна                           | Сертификация | Сертифицированные единицы/продажи |
| -------------------------------- | ------------ | --------------------------------- |
| Италия (FIMI)                    | Золотая      | 25 000                            |
| Великобритания (BPI)             | Золотая      | 200 000                           |
| Соединённые Штаты Америки (RIAA) | Золотая      | 500 000                           |